# Martín Antoniazzi
Martín Francisco Antoniazzi (Santa Fe, Argentina; 18 de septiembre de 1992) es un futbolista argentino. Su primer equipo fue Unión de Santa Fe. Actualmente se encuentra jugando categoría Promozione, en Italia.

## Trayectoria
Profesionalmente, formó parte del plantel de Unión de Santa Fe que logró el ascenso a la Primera División en 2011. 
Para la temporada 2011/2012 en la Primera División le fue asignado el dorsal número 33.
Luego de la Temporada 2012/13 en el tatengue, pasó a Estudiantes de Buenos Aires a mediados del año 2013. A principios de 2014 inició su primera experiencia internacional al pasar al club uruguayo River Plate de la ciudad de Montevideo. Allí comenzó jugando en Reserva y culminó el torneo en la alineación titular del conjunto darsenero.
A mediados de 2014 rescindió su contrato con el club uruguayo y se incorporó a Atlético Paraná, donde formó parte del plantel que logró el ascenso a la Primera B Nacional. A principios de 2015 dejó el Decano y pasó a Belgrano de Paraná, otro club de Paraná, para disputar el Torneo Federal B.Luego pasó al club Universidad Nacional del Litoral que disputaba la Liga Santafesina. Actualmente se encuentra jugando en el club Juvenilia Roseto, categoría Promozione, de Italia.

## Clubes
| Club                             | País      | Año       |
| -------------------------------- | --------- | --------- |
| Unión de Santa Fe                | Argentina | 2011-2013 |
| Estudiantes de Caseros           | Argentina | 2013      |
| River Plate                      | Uruguay   | 2014      |
| Atlético Paraná                  | Argentina | 2014      |
| Belgrano de Paraná               | Argentina | 2015-2016 |
| Universidad Nacional del Litoral | Argentina | 2016-2022 |

## Palmarés
| Título                     | Club              | País      | Año  |
| -------------------------- | ----------------- | --------- | ---- |
| Ascenso a Primera División | Unión de Santa Fe | Argentina | 2011 |
| Ascenso a la B Nacional    | Atlético Paraná   | Argentina | 2014 |